# Selo de Qualidade Estatal da URSS

Logo do Selo de Qualidade Estatal da URSS

Esboço do Selo de Qualidade Estatal da URSS com dimensões e ângulos

O Selo de Qualidade Estatal da URSS (Russo: Государственный знак качества СССР, translit. Gosudarstvennyi znak kachestva SSSR) foi o selo de padrão de qualidade criado em 1967 na União Soviética. Possuia cumprimento com o conjunto de normas internacionais GOST.

## História
Oficialmente, a utilização do selo de qualidade da URSS parou com o colapso da mesma, mas algumas fábricas o utilizaram em seus produtos até 1993-1994.
Após a dissolução da União Soviética, o governo russo introduziu seu próprio sinal para certificação de qualidade, conhecido como selo Rostest. 

## Símbolo
As normas para a montagem e colocação do selo de qualidade estão contidas na GOST 1.9-67 de 7 de abril de 1967.
O símbolo era um escudo pentagonal com a letra K rotacionada (da palavra em Russo: Kachestvo - Qualidade)